# Theone afghanistanica
Theone afghanistanica là một loài bọ cánh cứng trong họ Chrysomelidae. Loài này được Mandl miêu tả khoa học năm 1968.